# Oxyagrion hermosae
Oxyagrion hermosae – gatunek ważki z rodziny łątkowatych (Coenagrionidae). Znany tylko z miejsca typowego położonego na wschodnich zboczach Andów w okolicach Pampa Hermosa w środkowym Peru. Brak stwierdzeń od czasu zebrania okazów typowych.
Gatunek ten opisał Justin W. Leonard w 1977 roku pod nazwą Acanthagrion hermosae, w oparciu o 5 samców odłowionych przez Feliksa Woytkowskiego w maju 1935 roku w okolicach Pampa Hermosa, na wysokości około 1600 m n.p.m. Okazy te zdeponowane są w Muzeum Zoologii Uniwersytetu Michigan.